# 希尔斯伯勒 (阿拉巴马州)
希尔斯伯勒（英語：Hillsboro），是美国阿拉巴马州下属的一座城市。面积约为1.88平方英里（约合4.87平方公里）。根据2010年美国人口普查，该市有人口552人，人口密度为293.46/平方英里（约合113.35/平方公里）。